# أكودة
أكودة إحدى مدن الجمهورية التونسية، تقع في ولاية سوسة.

## جغرافيا

### الموقع الجغرافي
أكودة :
تقع على بعد 7 كلم من مدينة سوسة من الجهة الشمالية وهي إحدى مدن ولايتها، يحدها
شمالا : عمادة شط مريم
جنوبا : القلعة الصغرى وحمام سوسة
شرقا : البحر الأبيض المتوسط
غربا : القلعة الكبرى
المساحة : 1968 هكتار

## تاريخ
أكودة : المدينة التاريخية

### أكودة في العهد الفينيقي
كانت حول مدينة حضرموت (سوسة القديمة) حصون وقلاع حربية أسسها الفينيقيون في القرن الثامن قبل الميلاد وتسمى (إيتيكودة) وأكودة هي إحدى هذه القلاع، وقد شهدت ازدهارا في العهدين الفينيقي ثم القرطاجي.

### أكودة في العهد الروماني
أطلق الرومانيون على مدينة أكودة اسم (قورزا - GURZA) واشتهر أهلها بغراسة الزيتون.

### أكودة في العهد البيزنطي
حل الوندال بالبلاد التونسية سنة 439 م وقاموا بتخريب مدينة أكودة في حروبهم مع البربر، وأعاد البيزنطيون البناء وجددوه عند انتصارهم سنة 523 م

### أكودة في العهد الإسلامي
قدم العرب المسلمون الفاتحون وشهدت المدينة نهضة جديدة خصوصا في عهد الأغالبة والفاطميين والصنهاجيين، غير أنه في سنة 1051 م زحفت قبائل بني هلال على أفريقيا وخربوا الازدهار الذي شهدته المدينة.

### أكودة في التاريخ الحديث
قدم علماء صوفيون من الساقية الحمراء بالمغرب الأقصى إلى جهة الساحل التونسي وكان من بينهم الولي الصالح سيدي عبد الحكيم المزوغي الذي استقر بأكودة والتفّ حوله أهلها وأهل شط مريم التي كانت تسمى في العهد الروماني (تيميترا) وبنى المسجد الكبير الذي ما يزال قائما بعد ترميمه وتجديد بعض أجزائه، وعم الإزدهار المدينة التي أصبحت محاطة بالبساتين وأشجار الزيتون والرمان.
وفي عهد الدولة الحسينية كانت أكودة حاضرة في قلب الصراع بين علي باشا وعمه حسين بن علي، وانحازت إلى معسكر علي باشا، فتم نهبها على أيدي عصابات بنصرة الباي حسين بن علي.

## تراث

### المواقع الأثرية
تم إحصاء 11 موقعا أثريا بمدينة أكودة وهي تتميز بطرق بناء مختلفة تشبه في مجملها المعمار الذي ازدهر في العهد العثماني وتكشف عن نمط البناء والتسقيف والألوان المحبذة في ذلك العهد.
كما تحتفظ أكودة ببعض المواقع الأثرية الرومانية مثل (فسيفساء تيميترا) بشط مريم التي تجسد إله المحيطات، وحمام روماني، وصهاريج الديماس بشط الرمان.